# Нейтральная процентная ставка
Нейтральная процентная ставка, или естественная процентная ставка (англ. natural/neutral rate of interest) — значение реальной процентной ставки денежно-кредитной политики (процентной ставки центрального банка), при которой обеспечивается достижение целевого ориентира инфляции и полная загрузка производственных мощностей (нулевой разрыв выпуска). При достижении нейтральной процентной ставки денежно-кредитная политика не оказывает ни сдерживающего, ни стимулирующего влияния на экономику.

## Происхождение понятия
Автором идеи нейтральной процентной ставки является шведский экономист Кнут Викселль, который озвучил её в 1898 году в работе «Процентная ставка и цены». Экономист определял её как уровень процентной ставки за кредиты, нейтральный по отношению к товарным ценам, и не вызывающий ни их рост, ни падение. Викселль понимал её как процентную ставку, которая определяется исключительно спросом и предложением.

## Развитие понятия у Дж. М. Кейнса
Отталкиваясь от идеи Викселля, Дж. М. Кейнс в своей работе «Трактат о деньгах» (1930) определил естественную норму процента как условие для равенства между величиной сбережений и величиной инвестиций, то есть для полного использования ресурсов общества. Однако позднее в своей работе «Общая теория занятости, процента и денег» (1936) он пришёл к выводу, что ошибался. «Я упустил из виду тот факт, что в каждом обществе, согласно этому определению, имеется разная естественная норма процента для каждого гипотетического уровня занятости. И точно так же для каждой нормы процента имеется уровень занятости, для которого эта норма процента является „естественной“ нормой в том смысле, что система будет находиться в состоянии равновесия при этой норме процента и этом уровне занятости. Таким образом, было бы ошибкой говорить о естественной норме процента или полагать, что приведенное выше определение даст единственное значение нормы процента независимо от уровня занятости. Тогда я еще не понимал, что при определенных условиях система может находиться в состоянии равновесия при неполной занятости».

## Базовое научное исследование нейтральной процентной ставки
Основополагающей работой по количественному анализу ставки является труд экономистов ФРС США Томаса Лаубаха и Джона Уильямса от 2003 года. В нём авторы оценивали нейтральную процентную ставку, потенциальный выпуск продукции и темп его роста. Нейтральная процентная ставка представляла собой функцию от экономического роста и ненаблюдаемой переменной, учитывающей факторы, не относящиеся к экономическому росту, в частности, сдвиг нормы сбережений из-за изменения темпов роста населения, временных предпочтений, регулирования и других факторов. По оценке исследователей, в 1960—2003 годах нейтральная ставка в США имела значительную вариацию от 4,5 % в середине 1960-х годов до 1,25 % в начале 1990-х годов.

## Критика
Для количественной оценки нейтральной процентной ставки необходимо анализировать не поддающиеся наблюдению переменные, например, загрузку производственных мощностей и потенциальный ВВП. Это означает, что значение нейтральной процентной ставки зависит от выбранных методов анализа. В простых моделях закрытой экономики нейтральная процентная ставка зависит от временных предпочтений, то есть склонности домохозяйств потреблять сегодня или сберегать на будущее, а также производительности факторов производства, роста населения и межвременной эластичности замещения.
Многие экономисты призывают не полагаться на концепцию нейтральной процентной ставки. Например, основоположник монетаризма Милтон Фридман, обращаясь к Американской экономической ассоциации, призывал не опираться на нейтральную процентную ставку: «проблема в том, что [центральный банк] не может знать значение нейтральной ставки… к сожалению, метода точной и простой оценки как нейтральной процентной ставки, так и естественного уровня безработицы ещё не существует». Кроме того, нейтральная процентная ставка изменяется в течение времени, что осложняет её использование при принятии решений в денежно-кредитной политике. Фридман полагал, что аналогом нейтральной процентной ставки является естественная норма безработицы.

## Нейтральная процентная ставка в России
Банк России оценивает номинальную долгосрочную нейтральную процентную ставку в 6—7 % (исходя из оценки ее реального уровня в 2—3 % и цели по инфляции в 4 %), отмечая при этом большой разброс в оценках и их неустойчивость. В 2019 году Банк России впервые с начала применения инфляционного таргетирования перешел от сдерживающей к нейтральной денежно-кредитной политике, постепенно снизив ключевую ставку до 7 %, а уже в 2020 году перешел в область мягкой денежно-кредитной политики, снизив ставку до уровня ниже 6 %.
По мнению некоторых западных экономистов, динамику нейтральной процентной ставки в России невозможно объяснить ни ростом потенциального ВВП, ни уровнем нейтральной процентной ставки в США. Её динамика может определяться шоками условий внешней торговли.